# George Hills
George A. M. Hills (6 de junio de 1918 – 13 de septiembre de 2002) fue un periodista e historiador británico de origen hispano-británico. Perteneció al Servicio Mundial de la BBC y fue miembro de la Royal Historical Society. Su trabajo como historiador estuvo siempre relacionado con la historia de España.

## Biografía
George Hills nació en México D.F., de padre británico y madre española (nacida en la localidad navarra de Olite), el menor de siete hermanos, y creció por tanto en un hogar bilingüe, lo que le permitió hablar el idioma español de forma nativa. Tras la vuelta de su familia al Reino Unido, comenzó a estudiar a los siete años en el colegio jesuita Wimbledon College de Londres. Se graduó en el King's College de la Universidad de Londres. A continuación sirvió en el ejército británico, en el arma de Artillería. Durante la Segunda Guerra Mundial, sirvió como oficial de inteligencia en Europa y el Lejano Oriente. Finalizada la guerra, en 1946 ingresó en la BBC como organizador de Programa del Sureste de Asia en el Servicio Exterior de la BBC. Poco después fue enviado a Argentina, como representante para Suramérica. Vivió en el país austral dos años y medio, junto con su mujer, Marie. Al regresar al Reino Unido ocupó diversos puestos, como el de director de programas para España (1951-1959), lo que le permitió conocer el país, responsable de los servicios en español para Latinoamérica, y responsable de formación de personal para el Servicio Exterior. También dictó conferencias sobre temas españoles de forma habitual en distintas universidades británicas. Hills se jubiló y abandonó la BBC en 1977.
Sus obras históricas están relacionadas siempre la historia de España: Franco, el hombre y su nación (1968, publicado originalmente en inglés como Franco. The Man and his Nation, 1968), una biografía del general Francisco Franco para la que Hills obtuvo permiso para realizar varias entrevistas al dictador, algo raramente concedido; El peñón de la discordia: Una historia de Gibraltar (1974, publicado originalmente en inglés como Rock of Contention. A History of Gibraltar); Monarquía, República, Franquismo (1975, publicada originalmente en inglés como Spain, 1970); y No pasarán: objetivo Madrid (1978, publicado originalmente en inglés como The Battle for Madrid, 1976). No pudo finalizar su última obra, una historia del Partido Comunista de España. Hills denostó las ediciones de sus obras en español, debido a los cortes que sufrieron y a la poca calidad de la traducción.
Tras su jubilación, Hills se involucró en la vida académica y periodística española. Contribuyó a la fundación de la Universidad Francisco de Vitoria en 1977. Obtuvo la distinción de miembro de la Orden del Imperio Británico (MBE) en 1992. Devoto católico, formó parte de distintos patronatos y organizaciones católicas.
En 1981 Hills asesoró al Comité de Asuntos Exteriores de la Cámara de los Comunes británica que, bajo la presidencia de sir Anthony Kershaw, realizó un informe sobre Gibraltar, el «informe Kershaw».